# Крушовице
Крушовице (чеш. Krušovice) насељено је мјесто са административним статусом сеоске општине (чеш. obec) у округу Раковњик, у Средњочешком крају, Чешка Република.

## Географија
Крушовице се налазе на I/6 државном путу који повезује Праг са Карловим Варима и Хебом, и даље према граници са Њемачком. Удаљене су око 50 км западно од Прага.
У Крушовицама се налази једна од најстаријих пивара у Чешкој, Краљевска пивара Крушовице која је основана 1581. године.

## Становништво
Према подацима о броју становника из 2014. године насеље је имало 632 становника.

## Галерија
- Поглед на Крушовице
- Мјесна библиотека
- Сеоске куће
- Резервоар за воду
- Замак
- Краљевска пивара Крушовице